# Agnes Sigurðardóttir
Agnes Margrétardóttir Sigurðardóttir (ur. 19 października 1954 w Ísafjörður) – duchowna ewangelicko-luterańska, pierwsza kobieta-biskup Islandii (2012–2024).

## Rodzina i edukacja
Agnes M. Sigurðardóttir urodziła się w Ísafjörður, gdzie jej ojciec, Sigurdur Kristjansson, był pastorem i dziekanem okręgu.
W 1963 r. rozpoczęła naukę w szkole muzycznej w Ísafjörður w klasie fortepianu, następnie w 1975 otrzymała bakalaureat w Menntaskolinn á Isafirdi. W kolejnych latach studiowała muzykę w Reykjavíku:  fortepian, Tónskóli Reykjavíkur (1975-1976); organy, Tónskóli Þjóðkirkjunnar (1977-1978). W 1981 r. otrzymała stopień kandydata teologii na Uniwersytecie Islandzkim. W 1997 r. ukończyła homiletykę na Uniwersytecie w Uppsali.

## Kapłaństwo
Została ordynowana na pastora 20 września 1981 r. jako trzecia kobieta w historii Kościoła Islandii. Początkowo pełniła różne funkcje przy katedrze w Reykjavíku (chór, praca z dziećmi i młodzieżą). Następnie kierowała parafiami w Hvanneyri w regionie Vesturland (1986-1994) i w Bolungarvík (1994-2012). Od 1999 r. pełniła urząd dziekana Vestfirðir.

## Biskup Islandii
Agnes M. Sigurðardóttir wybrana została na biskupa Islandii w drugiej turze głosowania, otrzymując 64,3 % głosów. Ordynacja na urząd biskupa miała miejsce 24 czerwca 2012 r. w kościele Hallgrímura.
Jesienią 2019 r. trafiła na pierwsze strony gazet, gdy powiedziała, że nastąpił upadek moralny w społeczeństwie, gdy zaprzestano nauczania religii w szkołach.
Nie ubiegała się o przedłużenie sprawowania urzędu biskupa Islandii na kolejną kadencję, co tłumaczyła złym stanem zdrowia. Jej następczynią została Guðrún Karls Helgudóttir (7 maja 2024 r.).

## Życie prywatne
Od 1996 jest rozwiedziona. Ma troje dzieci i jednego wnuka. 